# Quercus chungii
Quercus chungii är en bokväxtart som beskrevs av Franklin Post Metcalf. Quercus chungii ingår i släktet ekar, och familjen bokväxter. Inga underarter finns listade.